# Evangeline (film fra 1919)
Evangeline er en amerikansk stumfilm fra 1919 af Raoul Walsh.

## Medvirkende
- Miriam Cooper som Evangeline
- Alan Roscoe som Gabriel
- Spottiswoode Aitken som Benedict Bellefontaine
- James A. Marcus som Basil
- Paul Weigel som Felician